# Aptinus merditanus orientalis
Aptinus merditanus merditanus é uma subespécie de carabídeo, pertencente à espécie A. merditanus, com distribuição restrita à Bulgária.

## Distribuição
A subespécie tem distribuição restrita à Bulgária.